# The Best American Science Writing
The Best American Science Writing — ежегодная антология научно- популярных статей, публикуемых в США, которая начала публиковаться в 2000 году. Серия книг была опубликована издательством Ecco Press (HarperCollins) и завершилась после выпуска 2012 года. Редактором серии был Джесси Коэн. Серия не имеет отношения к <i>The Best American Science and Nature Writing</i>, которая является частью The Best American Series от Houghton Mifflin Harcourt.

## Приглашенные редакторы
- 2000: Джеймс Глейк [1]
- 2001: Тимоти Феррис [2]
- 2002: Мэтт Ридли [3]
- 2003: Оливер Сакс [4]
- 2004: Дава Собел [5]
- 2005: Алан Лайтман
- 2006: Атул Гаванде [6]
- 2007: Джина Колата [7]
- 2008: Сильвия Насар [8]
- 2009: Натали Энджер [9]
- 2010: Джером Групман [10]
- 2011: Ребекка Склут и Флойд Склут [11]
- 2012: Митио Каку [12]

В 2010 году HarperCollins также опубликовала сборник The Best of the Best American Science Writing . В книге собраны отрывки, предложенные десятью предыдущими редакторами, каждый из которых выбрал свои любимые эссе для переиздания в сборнике.